# Вулиця Миколи Зерова (Сміла)
Вулиця Миколи Зерова — вулиця у місті Сміла Черкаської області. Починається біля мосту через річку Тясмин у центрі міста, закінчується перехрестям з вул. Саксаганського. Названа на честь українського поета, літературознавця Миколи Зерова.